# Dead Ringers (TV-serie)
Dead Ringers är en amerikansk dramathrillerserie från 2023 vars första säsong består av 6 avsnitt och som hade premiär på  Amazon Prime Video den 21 april 2023. Serien är regisserad av Sean Durkin, Lauren Wolkstein, Karena Evans och Karyn Kusama. Serien är baserad på David Cronenbergs film Dubbelgångaren från 1988.

## Handling
Serien kretsar kring tvillingarna Elliot och Beverly Mantle som delar på allt. Båda arbetar som gynekologer och de önskar ändra på hur kvinnor föder barn och de börjar sitt arbete i Manhattan.

## Roller i urval
- Rachel Weisz - Elliot och Beverly Mantle
- Michael Chernus - Tom
- Poppy Liu - Greta
- Jennifer Ehle - Rebecca